# Caudron Aiglon
Caudron C.600 Aiglon — французский спортивный самолёт 1930-х годов, применявшийся также в военно-воздушных силах нескольких государств.

## История
Самолёт под названием Aiglon (Орлёнок) был разработан Марселем Риффаром, возглавившего конструкторское бюро компании после слияния фирм Caudron и Renault. Первый полёт одного из двух прототипов состоялся в марте 1935 года. Модель пользовалась популярностью у французских частных владельцев и аэроклубов, несколько машин были проданы за границу.
Кроме вариантов с различными силовыми установками, существовала модификация для дальних перелётов (C.610). В декабре 1935 года подобный перелёт был предпринят пилотом Андре Жапи: дистанцию от Парижа до Сайгона он преодолел за 98 часов 52 минуты со средней скоростью 129 км/ч. Несколько позже его рекорд пытался побить Антуан де Сент-Экзюпери на Caudron Simoun, но потерпел аварию.
С началом Второй мировой войны многие ранее произведенные самолёты были реквизированы правительством Франции для использования в национальных ВВС в качестве связных.
Общее количество выпущенных Caudron Aiglon составило 203 экземпляра, из них 178 в стандартном варианте исполнения с двигателем Renault 4Pgi Bengali Junior.
После войны некоторые из сохранившихся самолётов, прошедших подготовку на предприятии Peitz-Aviation, были переоснащены 140-сильными двигателями Snecma-Renault — 4PO3. Часть этих машин получила новые бортовые номера серии F-Pxxx.

## Модификации
C.600 Aiglonосновной серийный образец с двигателем Renault 4Pgi Bengali Junior (105 л.с.), построено 178.
C.600G Aiglonдвигатель de Havilland Gipsy Major, построено 5.
C.601 Aiglon Seniorдвигатель Renault 4Pei (150 л.с.), построено 18.
C.610 Aiglonодноместный вариант для дальних перелётов с увеличенным баком, построено 2 (F-ANSI и F-ANSK).
Caudron KXC1A C.601 обозначение самолёта, закупленного для испытаний ВВС Императорского флота Японии.

## Тактико-технические характеристики (C.600)
Источник данных: 

Технические характеристики
- Экипаж: 2
- Длина: 7,64 м
- Размах крыла: 11,38 м
- Высота: 2,89 м
- Площадь крыла: 19,60 м2
- Масса пустого: 560 кг
- Нормальная взлётная масса: 880 кг
- Масса топлива во внутренних баках: 100 л
- Силовая установка: 1 × воздушных Renault 4Pgi Bengali Junior
- Мощность двигателей: 1 × 105 л.с. (1 × 75 кВт)
- Воздушный винт: двухлопастный фиксированного шага

Лётные характеристики
- Максимальная скорость: 220 км/ч
- Крейсерская скорость: 190 км/ч
- Практическая дальность: 700 км
- Практический потолок: 4 000 м

## Операторы
Кроме использования во многих аэроклубах (в т.ч. иностранных) и у частных лиц, самолёт также применялся в ВВС нескольких государств:
 Франция
- ВВС Франции

 Республиканская Испания
- Испанская республиканская авиация: Всего Испания получила 14 самолётов, в ВВС некоторые из них использовались в учебном центре Эль Кармоли.[2]

- Королевские Румынские ВВС

 Королевство Венгрия
- ВВС Венгрии: 6 самолётов использовались в период между 1943-1945 гг.

 Аргентина
- ВВС Аргентины

 Гватемала
- ВВС Гватемалы

 Япония
- ВВС Императорского флота Японии: 1 самолёт закупленный для испытаний получил наименование KXC

## Самолёт в массовой культуре

### В кинематографе
Хотя самолёт появлялся в кинолентах начиная с 1936 года, однако крайне редко, и наиболее известными фильмами с ним могут считаться работы Жана Ренуара "Правила игры" (1939) и снятый во время оккупации на студии Continental-Films "Небо принадлежит вам" режиссёра Жана Гремийона (1943).

### В сувенирной и игровой индустрии
Известны модели Caudron C.600, выпускаемые следующими компаниями:
- SBS Model №№ 7011-7014 1:72 — в вариантах ВВС Франции, Венгрии, Республиканской Испании, Люфтваффе и гражданских (с 2016 года)[4]
- Dujin DA7240, 1:72[5].